# Dianetics: The Modern Science of Mental Health
Dianetics: The Modern Science of Mental Health (Dianetica: de moderne wetenschap van geestelijke gezondheid), soms afgekort als DMMSMH, is een boek van L. Ron Hubbard over Dianetica, een systeem dat hij ontwikkelde uit een combinatie van persoonlijke ervaring, basisprincipes van de oosterse filosofie en het werk van Sigmund Freud, de grondlegger van psychoanalyse. Het boek is een canonieke tekst van Scientology en wordt ook wel Book One genoemd. Het boek lanceerde de beweging, die zichzelf later definieerde als een religie, in 1950. Vanaf 2013 verkoopt New Era Publications, de internationale uitgeverij van Hubbard's werken, het boek in het Engels en in 50 andere talen.
In het boek, beschreef Hubbard dat hij het "dynamische principe van het bestaan" had geïsoleerd, en noemde het basiscommando Overleven!, en presenteerde zijn beschrijving van de menselijke geest. Hij identificeerde de bron van menselijke aberratie als de "reactieve geest", een normaal gesproken verborgen maar altijd bewust deel van de geest, en bepaalde traumatische herinneringen (engrams) die erin zijn opgeslagen. Dianetics beschrijft counseling (of auditeren) technieken waarvan Hubbard beweerde dat ze engrammen zouden verwijderen en grote therapeutische voordelen zouden opleveren.
Hubbard werd bekritiseerd door wetenschappers en medische professionals, die vinden dat hij deze beweringen in oppervlakkige wetenschappelijke taal presenteert, maar zonder bewijs. Desondanks bleek Dianetics een groot commercieel succes bij de publicatie ervan, hoewel medewerkers uit boekwinkels hebben verklaard dat deze cijfers zijn gemanipuleerd door Hubbards (door Scientology gecontroleerde) uitgever, die groepen scientologen elk tientallen of zelfs honderden exemplaren van Hubbards boeken liet kopen en die later weer doorverkocht aan dezelfde winkeliers.